# Cupuliferae

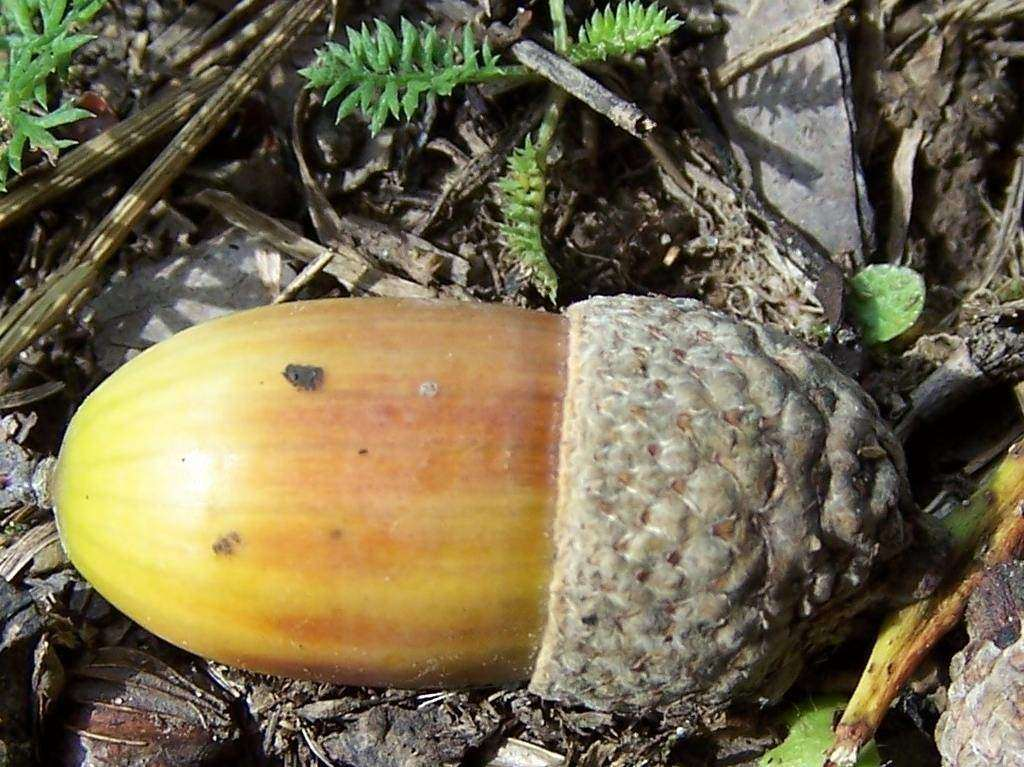
Eikel met napje

Cupuliferae (Latijn voor "napjesdragers") is een naam die in het verleden gebruikt werd voor een plantenfamilie. Het gaat dan om een gebruik voordat er formele regels voor plantennamen waren. In principe is Cupuliferae een beschrijvende plantennaam, maar dit is tegenwoordig niet meer toegestaan in de rang van familie (behalve voor negen met name aangeduide familienamen): het is derhalve geen botanische naam (meer).
In het systeem van De Candolle was de omschrijving van de familie te vergelijken met de napjesdragersfamilie (Fagaceae). Daarentegen was de omschrijving in het systeem van Bentham & Hooker ruimer, niet alleen de napjesdragersfamilie (Fagaceae) maar ook de berkenfamilie (Betulaceae).